# Pinot Gallizio
Giuseppe „Pinot“ Gallizio (* 12. Februar 1902 in Alba; † 13. Februar 1964 ebendort) war ein italienischer Apotheker und Maler, Situationist und Erfinder der „industriellen Malerei“.

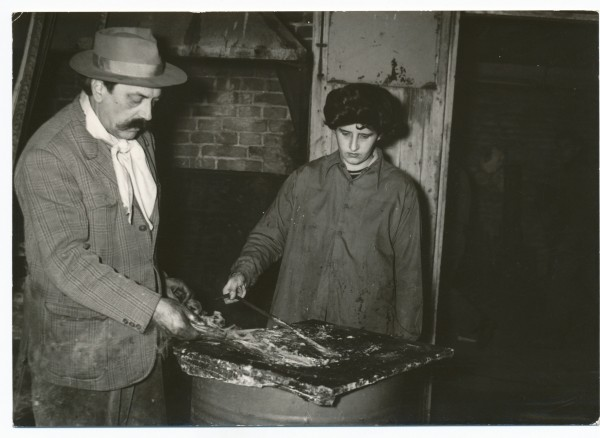
Pinot Gallizio und Soshana Afroyim, 1960

## Leben
Er wurde 1902 in Alba geboren, absolvierte das Kolleg „San Giuseppe Cafasso“ und schloss 1924 sein Pharmaziestudium in Turin ab. Während des Zweiten Weltkriegs war er Apothekeroffizier und nahm nach dem 8. September an der Resistenza teil, indem er sich der Partisanenbrigade „Alpi“ anschloss. 1951 wurde er auf den Listen der Kommunistischen Partei Italiens zum Stadtrat der Gemeinde Alba gewählt. Seine künstlerische Laufbahn begann er erst sehr spät. Nachdem er mit Asger Jorn in Kontakt gekommen war, gründete er 1956 in Alba die „Erste experimentelle Werkstatt für ein imaginäres Bauhaus“. Von da an war seine Aktivität fieberhaft und unaufhörlich. Ebenfalls 1956 organisierte er den „Ersten Weltkongress Freier Künstler“ in Alba, an dem Ettore Sottsass, Piero Simondo, Enrico Baj, Constant, Gil J. Wolman und Elena Verrone sowie Vertreter der künstlerischen Avantgarde aus acht Ländern teilnahmen. Bei dieser Gelegenheit fand im Politeama Corino die Ausstellung der Experimentellen Werkstatt Alba statt.
1957 nahm er in Cosio di Arroscia zusammen mit Guy Debord, Michèle Bernstein, Asger Jorn, Constant, Walter Olmo, Piero Simondo, Elena Verrone und Ralph Rumney an der Gründung der Situationistischen Internationale teil, die aus der Verschmelzung der lettristischen Bewegung mit der Internationalen Bewegung für ein Imaginäres Bauhaus hervorging.
Gallizio, der der Bewegung bis zu seinem Ausschluss und dem seines Sohnes Piergiorgio im Jahr 1960 angehörte, begann im Februar 1958 mit der Produktion von industriellen Gemälden, die er im Mai 1958 in Turin ausstellte: zwölf Meter Ölgemälde auf Leinwand, 14 Meter Harzgemälde auf Leinwand, 70 Meter Gemälde auf Leinwand, die zusammen mit Giors Melanotte entstanden. Es folgten Ausstellungen in Mailand und München und im April 1959 bei René Drouin in Paris, wo er die „Antimaterie-Höhle“, eines der ersten „Umwelt“-Werke, schuf. Das politische Ziel der Aufblähung und Demaskierung der Kunst durch die industrielle Malerei ist misslungen.
Die wichtigsten Meilensteine der folgenden Jahre waren die Einzelausstellung im Stedelijk Museum in Amsterdam, die Ausstellung Dalla natura all'arte im Palazzo Grassi in Venedig und die Einladung von Maurizio Calvesi zur Biennale di Venezia im Jahr 1964, seinem Todesjahr.
Die für die informelle Kunst charakteristische freie Geste hat Gallizio mit seiner „industriellen Malerei“ auf die Spitze getrieben. Der Verkauf als Meterware der bemalten Leinwand hätte das Ende der modernen Kunst als Wert verkünden wollen, stattdessen ebnete das Ergebnis den Weg für eine neue Phase mit einer chromatischen Nullstellung, die mit den weißen und umgedrehten Leinwänden der Künstler der Azimuth-Gruppe meisterhaft ausgeführt wurde: Piero Manzoni, Enrico Castellani und Agostino Bonalumi. Auch wenn die letztlich zerstörerische Absicht des Pinot Gallizio nicht geglückt ist, bleibt seine Person von vorrangiger Bedeutung, da sie maßgeblich zum Bewusstsein einer notwendigen Überwindung des Informellen und einer Öffnung gegenüber den nachfolgenden Trends des 20. Jahrhunderts beiträgt.
Seine Werke sind in zahlreichen Museen zu sehen: Stedelijk Museum, Amsterdam; Centre Georges Pompidou, Paris; Reina Sofia Museum, Madrid; Museum Jorn, Silkeborg; Museo Pecci, Prato; Gam, Turin; Neue Galerie, Berlin.

## Filme
- Lonzi C. (Hrsg.), Pinot Gallizio, Dokumentarfilm Rai, 1963 (Archiv Rai, Rom)
- Debord G., In girum imus nocte et consumimur igni, Film, 1978 (Text und Szenen in Guy Debord: Oeuvres cinématographiques complètes: 1952-1978. Champ Libre, Paris 1978, ISBN 978-2-85184-098-1.)
- Mello F. (Hrsg.), Pinot Gallizio. La vita, la pittura, l'avventura, Dokumentarfilm Rai, 1984 (Archiv Rai, Rom)
- Repetto M., Balla F., Dèrive Gallizio, 2000, Dokumentation